# バイエルン級戦艦
| バイエルン級戦艦         | バイエルン級戦艦 |
| ------------------------ | --- |
| 竣工直後の「バイエルン」 | |
| 艦級概観                 | |
| 艦種                     | 戦艦 |
| 艦名                     | 地方名 |
| 前級                     | ケーニヒ級 |
| 次級                     | ビスマルク級 |
| 性能諸元                 | |
| 排水量                   | 常備：28,600 トン （ザクセン 28,800トン) 満載：32,200 トン |
| 全長                     | 180.0 m 179.4 m（水線長） |
| 全幅                     | 30.0 m |
| 吃水                     | 9.35 m |
| 機関                     | バイエルン： 海軍式石炭･重油混焼水管缶14基 +パーソンズ式直結タービン3基3軸推進 ザクセン： 海軍式石炭・重油混焼水管缶12基 +パーソンズ式直結タービン2基&MAN式2サイクル6気筒ディーゼル機関2基1軸計3軸推進 ヴュルテンベルク： 海軍式石炭・重油混焼水管缶12基 +AEG・フルカン式直結タービン3基3軸推進 |
| 最大出力                 | 35,000 hp （ザクセン 45,000hp） |
| 最大速力                 | 22.0ノット (40.7 km/h) （ザクセン 23ノット） |
| 航続距離                 | 5,000海里 / 12ノット時 (22 km/h） |
| 燃料                     | 石炭：900 トン～3,400 トン 重油：200 トン～620 トン |
| 乗員                     | 平時：1,187 名～1,271 名 （旗艦時：司令部要員100名追加） |
| 兵装                     | SK L/45 38cm（45口径）連装砲4基 SK L/45 15cm（45口径）単装速射砲16基 SK L/45 8.8cm（45口径）単装速射砲8～10基 24インチ（60cm）水中魚雷発射管単装5門 |
| 装甲                     | 舷側：350mm（水線部主装甲部）、170～250（水線上部）、170mm（水線下部）、50～200mm（艦首水線部） 80mm（最上甲板） 100mm（艦首尾部） 50mm（水密区画） 甲板：30mm（主甲板） 40mm（最上甲板） 30mm（中甲板） 砲塔：350mm（前盾垂直部）、200mm（前盾傾斜部） 250mm（側盾・後盾） 120mm（天蓋） 主砲バーベット：350mm（前盾）、250mm（側盾・後盾）、50mm（甲板下部） 副砲ケースメイト：170mm 弾薬庫：250mm（最大） 司令塔：400mm（側面）、 180mm～200mm（天蓋） 250mm（後盾） |

バイエルン級戦艦（Linienschiffe der Bayern-Klasse）は、ドイツ帝国海軍が第一次世界大戦前に帝政ドイツの艦隊法で整備された最後のクラスであり、ドイツ最初の超弩級戦艦の艦級である。本級は1913年度計画で2隻、1914年度計画の2隻で計4隻の建造が承認されたが、「バイエルン」と「バーデン」のみ就役して残りは解体処分された。

## 設計

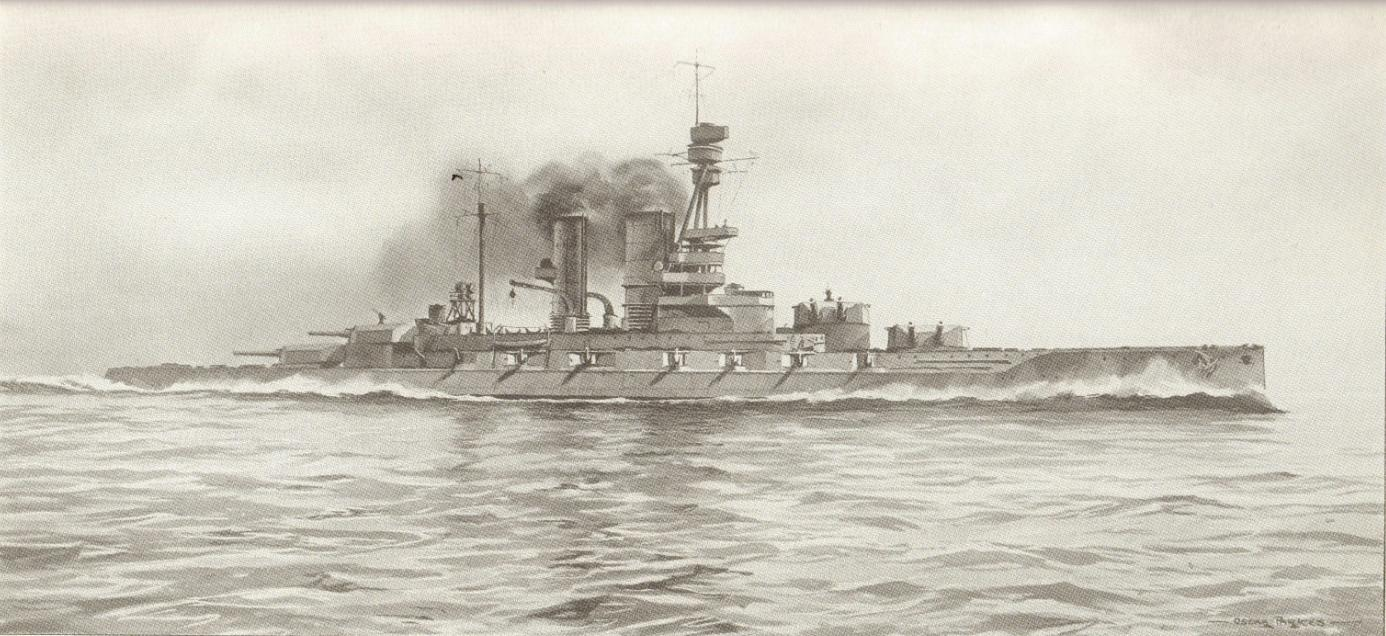
バイエルンを描いたイラスト

本級の排水量は遂に3万トンを超える32,000トンにおよび、主砲はヘルゴラント級以来の30.5cm（12インチ）砲から一挙に38cm（15インチ）砲が採用された。ドイツは従来、英国よりもひとクラス小型の主砲を搭載してきたが、これで一気に英国に追いついた事になる。当初は3連装砲塔による火力増大が検討されたものの、先行して3連装砲塔を採用したオーストリア海軍の戦艦において揚弾などに不具合が生じたため、確実な動作を約束する連装砲塔を採用し、主砲口径の増大による火力の向上を図ったのである。この連装砲塔を背負い式配置で前後に2基、計4基を装備、副砲は最上甲板下の舷側部分にケースメイト配置で左右8門ずつ装備した。
本級の火力は、同時期に開発中であったイギリス海軍の15インチ砲装備の戦艦、もしくはフランス海軍の34cm砲10門戦艦に投射弾量で匹敵した。また本級（に限らず他のドイツ戦艦も同じであるが）の主砲は、軽量の砲弾を装薬を多く装填して撃つために初速が大きく、近距離（5,000～8,000m）での貫通力に優れるが、射程が伸びるにつれ威力が減じ、長射程では英仏に劣るものであった（ただし射程自体は大きい）。これはドイツ海軍は視界の悪い北海での戦いを想定したため、長距離砲戦を想定していなかったからである。また、戦時中のドイツは上質の重油の安定した供給を得ることができず、本級は石炭を主に使用する混焼缶を使用したため艦隊速力の低速に苦しめられた。

## 艦形

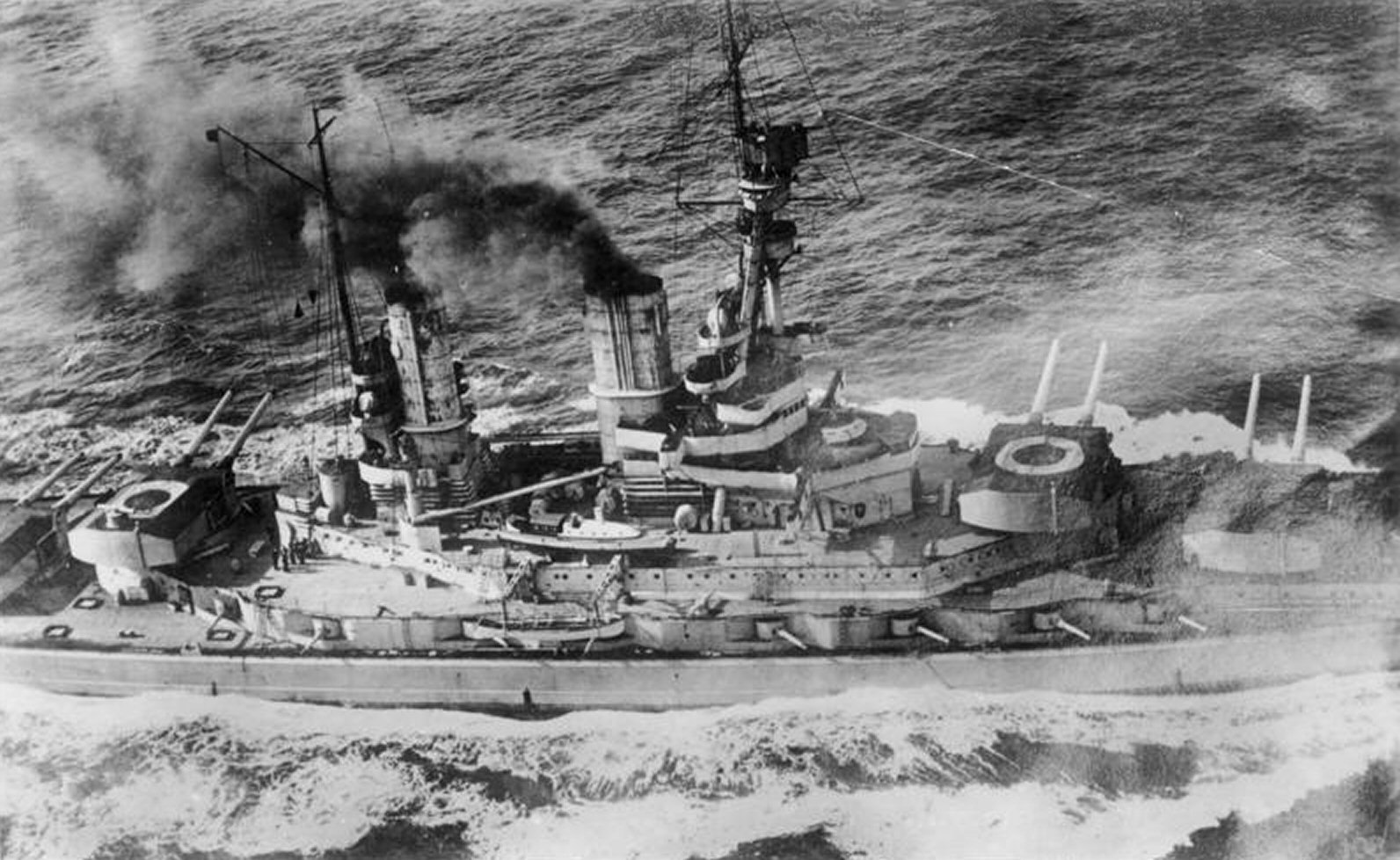
竣工時から戦訓による改良を受けた「バーデン」の写真。構造物は密閉化して多段化し、2番煙突後部に後部マストが設けられた。主砲塔上の白丸は味方識別マーク。

本級の船体形状は長船首楼型船体で、艦首水面下に浮力確保の膨らみを持つ艦首から甲板上に38cm砲を2門ずつ主砲塔に収め、1番・2番主砲塔が背負い式に2基ずつ構成されている。その後ろに装甲司令塔を組み込んだ操舵艦橋。本級の前部マストはドイツ戦艦では初めて竣工時からと三脚型が採用され、頂上部に測距儀を載せた射撃指揮所があり、中段部に簡素な見張り所が三段に設けられていた。
船体中央部には2本煙突が立ち、煙突の周囲は艦載艇置き場となっており、2番煙突の両脇に艦載艇揚収用のデリッククレーン2基により運用された。第二煙突の後部は探照灯台となっている。後部甲板上に後ろ向きの3番・4番主砲塔が背負い式に2基配置された。主砲は前後方向に4門、左右方向に最大8門が指向できた。
竣工後の1917年頃に運用実績から改装が行われた。この時期のドイツ艦は前部マストの構造物の多くが開放型であったために真冬には冷気が見張り所や艦橋に吹き込んで内部が結氷する欠点があったために密閉化された。また、後部マストが無いために無線アンテナ線を展開するのに不便であったために、2番煙突後方に簡素なマストを後付した。この頃に爆撃機・飛行船による航空爆撃の危険性が示唆されたために敵味方識別用として主砲塔上を黒く塗った上に白丸を描くと共に、8.8cm高角砲を単装砲架で2～4基を増設した。戦訓により魚雷防潜網展開用のヤードと魚雷発射管4門を撤去した。2番艦「バーデン」は建造中にこれら改良が施された。

## 武装

### 主砲
本級の主砲は新設計の「SK L/45 38cm（45口径）砲」である。その性能は重量750kgの砲弾を最大仰角16度で射程20,400 mまで届かせることができた。この砲を前級と同じく連装砲塔に収めた。砲塔の俯仰能力は仰角20度・俯角8度であるが、後述する設計途中の改装により最終的に最大仰角20度で射程23,200 mまで届かせることができた。
砲塔の旋回角度は、船体首尾線方向を0度として左右150度の広い旋回角度を持つ。主砲身の俯仰・砲塔の旋回・砲弾の揚弾・装填は主に電力で行われ、補助に人力を必要とした。発射速度は毎分2～2.5発である。

### 副砲、その他備砲、水雷等
副砲は前級に引き続き「SK L/45 15cm（45口径）速射砲」を採用した。性能は重量45.3kgの砲弾を仰角19度で13,500mまで届かせることが出来た。この砲を新設計のMPL C/13型単装砲架に装備した。砲架は仰角19度･俯角8.5度で150度の射界を持っていた。この砲を船首楼甲板の下に舷側ケースメイト（砲郭）配置で片舷8基を放射状に配置した。艦首方向に4門、左右方向に8門、艦尾方向に2門が指向できた。
その他に対水雷艇迎撃用に「SK L/45 8.8cm（45口径）速射砲」を単装砲架で8～10基装備した。これは前後艦橋の両脇に4～5門を配置したものである。更に対艦攻撃用に60cm魚雷発射管を水面下に単装で艦首に1門、舷側に片舷2門ずつの計5門を装備した。

## 防御

本級の装甲配置図

防御方式は前級と同じく全体防御方式を採用しており、艦首尾部までの舷側全体にまで装甲が張られた。水線中央部の前後部砲塔間の最も厚い箇所が350mm、艦首尾部では100mmであった。水線下に200mmから170mmにテーパーした装甲板が張られたが範囲は狭かった。艦内の水密区画装甲は50mm装甲が艦底部まで垂直に張られた。また、水線上部の中央舷側部にも180mmの装甲が張られており、ケースメイト式副砲部は170mmと重防御であった。主砲は最大350mm～250mmで天蓋部は120mm、バーベット部が甲板上に出ている箇所で前面350mm、背面250mmである。甲板部の水平防御は船首楼甲板：40mm、第一甲板：30mm、主防御甲板は傾斜部・平坦部ともに30mmである。艦底部は舷側バルジからのばされた二重底であり、この時代の水雷防御としてトップクラスの防御を持っていた。

## 機関
本級の機関は海軍式石炭･重油混焼水管缶14基にパーソンズ式高・低圧直結タービン3基3軸推進を用いており、最大出力は35,000hp、速力22ノットを発揮した。機関室配置は前級と同じく二つの縦隔壁で縦に三つに分かたれており、左舷軸・中央軸・右舷軸となっている。さらに一つの機関室はボイラー室4部屋と機械室2部屋から構成されているが、ボイラー室3部屋とボイラー室1部屋と機械室の間は水密隔壁で分断されており、前か後ろの部屋が浸水しても片方は生き残る工夫を施されている。これは後のビスマルク級にも継承されている。機械室にはタービン機関や諸発電機が納められているのは他国と変わらないが、高速タービンと低速タービンの構成を他国は並列に置くところを、ドイツは前後に配置したところに特色がある。これは機関室を隔壁で分けたためにスペースが左右に狭いためである。なお、ザクセンのみ機関は中央軸のみMAN社製ディーゼル機関により推進する予定であった。

## 艦歴

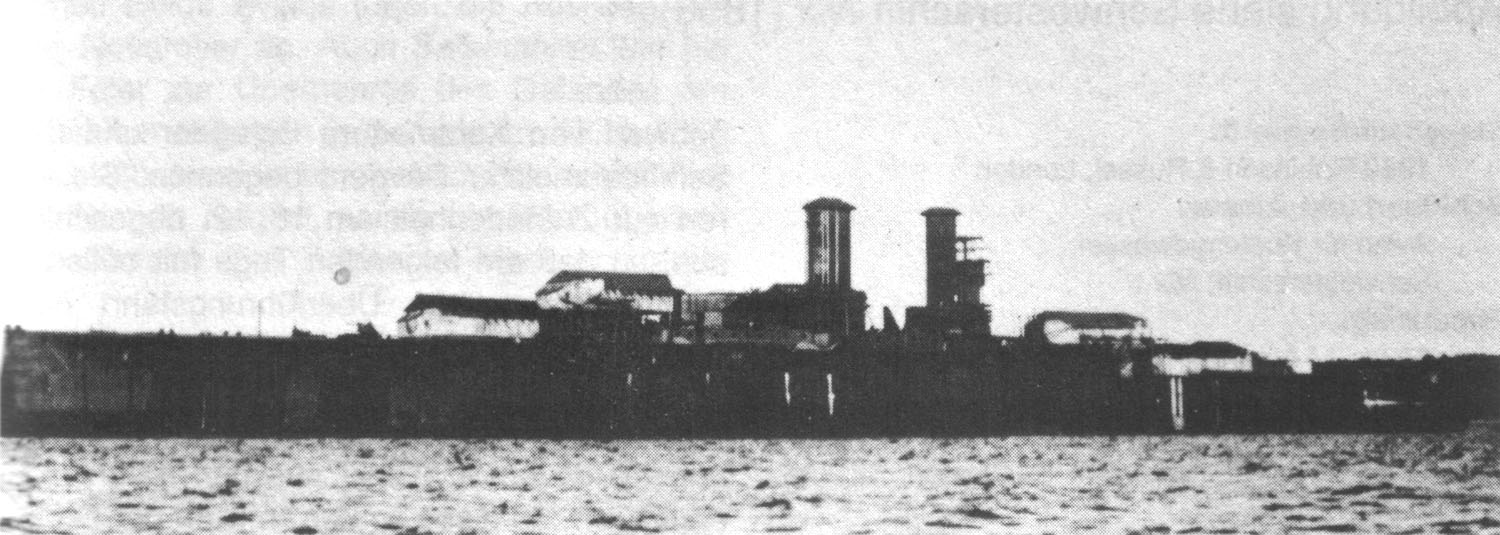
1916年に撮影された船体のみ完成した「ザクセン」

バーデンは1912年末、残る艦は1913年に起工した。ザクセンとヴュルテンベルクは進水したものの第一次世界大戦の終了までに完成せず、1920年から21年に建造所で解体された。
バイエルンとバーデンは1915年に進水し、ユトランド沖海戦には間に合わず実戦参加は僅かであった。バイエルンはアルビオン作戦中の1917年10月12日にリガ湾で触雷し破損した。バイエルンは大きく浸水し、19日後にようやくキールに帰還した。休戦が成立すると、バイエルンとバーデンはスカパ・フローに回航され、バイエルンは1919年6月21日に他の多くの艦と共に自沈した。バーデンは曳船によって浅瀬に着底され、沈没を免れた。その後1921年8月にイギリス海軍により標的艦として沈められた。
外見上、また性能要目上でのバイエルン級とビスマルク級の類似点は、連装主砲塔4基の配置と、3軸推進のみである。とはいえ、バイエルン級の基本設計は20年後にビスマルク級に引き継がれており、艦内構成、特に防御要領には顕著な類似性を確認できる。

## 同型艦
- バイエルン Bayern
- バーデン（ドイツ語版、英語版） Baden
- ザクセン（ドイツ語版、英語版） Sachsen
- ヴュルテンベルク（ドイツ語版、英語版） Württemberg

## 参考図書
- 「世界の艦船増刊第22集　近代戦艦史」（海人社）
- 「世界の艦船増刊第83集　近代戦艦史」（海人社）
- 『ドイツ戦艦史』（海人社『世界の艦船』増刊第26集、1989年） ISBN 4-905551-31-5
- 「Conway All The World's Fightingships 1905-1921」（Conway）
- 「Jane's Fighting Ships Of World War I」（Jane）